# Vermenton Plage
Vermenton Plage is een Franstalige Amerikaanse band uit Louisiana, die haar inspiratie zocht bij de muziek van de Cajun-lui. Ze brengen in deze traditie dan ook een culturele osmose van oud-Franse ballades en dansen gecombineerd met country-ritmes, Afrikaanse dans en blues. 
De groep bestond uit Alain Serres (gitaar, mandola en zang), Ben Kaczmareck (accordeon, perkussie en zang), Vincent Giarusso (viool, mandoline en perkussie) en Gary (soxofoon en klarinet).